# Colossal Biosciences
Colossal Biosciences Inc. es una empresa estadounidense de biotecnología e ingeniería genética que trabaja para des-extinguir al mamut lanudo, al tigre de Tasmania, al rinoceronte blanco del norte y al pájaro dodo. El 7 de abril de 2025 la empresa dio a conocer la noticia del nacimiento, en octubre de 2024, de tres cachorros de lobos grises genéticamente modificados llamados Rómulo, Remo y Khaleesi con genes obtenidos de dos fósiles de Aenocyon dirus en un esfuerzo en dirección de la desextinción de esta especie.
En 2023, afirmó que quiere tener crías híbridas de Mammuthus primigenius para 2028 y quiere reintroducirlas en el hábitat de la tundra ártica. Asimismo, lanzó el Comité Asesor del Tilacino de Tasmania, un proyecto de investigación sobre tilacinos para liberar a las crías de tigre de Tasmania en su hábitat original de Tasmania y Australia en general, luego de un período de observación en cautiverio. En agosto de 2025 afirmaron que también queria reintroducir a la especie de ave Moho braccatus extinguida en Kauai en 1987.